# Доназак
Доназа́к (фр. Donazac) — коммуна во Франции, находится в регионе Лангедок — Руссильон. Департамент коммуны — Од. Входит в состав кантона Алень. Округ коммуны — Лиму.
Код INSEE коммуны — 11121.

## Население
Население коммуны на 2008 год составляло 96 человек.
| 1962 | 1968 | 1975 | 1982 | 1990 | 1999 | 2008 |
| ---- | ---- | ---- | ---- | ---- | ---- | ---- |
| 174  | 144  | 104  | 122  | 89   | 88   | 96   |

## Экономика
В 2007 году среди 61 человека в трудоспособном возрасте (15—64 лет) 41 были экономически активными, 20 — неактивными (показатель активности — 67,2 %, в 1999 году было 79,6 %). Из 41 активного работали 39 человек (23 мужчины и 16 женщин), безработными были 2 женщины. Среди 20 неактивных 5 человек были учениками или студентами, 10 — пенсионерами, 5 были неактивными по другим причинам.